# Лебедянський район
Лебедянський район (рос. Лебедянский район) — муніципальне утворення у Липецькій області.